# Ústav struktury a mechaniky hornin Akademie věd České republiky
Ústav struktury a mechaniky hornin Akademie věd České republiky (ÚSMH) je veřejná výzkumná instituce, která se zabývá výzkumem struktury a vlastností hornin a horninového prostředí, geodynamickými procesy, zejména příčinami, následky a riziky zemětřesení a sesuvů. Dále se věnuje výzkumu skel, technické keramiky, kompozitů, biomateriálů a způsoby zpracování anorganických i organických odpadů.

## Historie
Ústav vznikl jako spolek státních a průmyslových organizací v roce 1927 pod názvem Ústav pro vědecký výzkum uhlí. Od 1. ledna 1958 se Ústav stal součástí Československé akademie věd pod názvem Hornický ústav ČSAV. V roce 1979 vznikl sloučením Hornického ústavu s Geologickým ústavem Ústav geologie a geotechniky. V roce 1989 se Ústav rozdělil na Geologický ústav a Ústav geotechniky. Po vzniku samostatné Akademie věd ČR (1993) bylo 1. ledna 1994 pracoviště přejmenováno na Ústav struktury a mechaniky hornin. 1. ledna 2007 byl ÚSMH AV ČR byl transformován na veřejnou výzkumnou instituci.
Ředitelé ÚSMH a jeho předchůdců
Dr. Hans Tropsch (1928–1931), Doc. Dr. Ing. Břetislav Gustav Šimek (1931–1951), Ing. Jaroslav Tichý (1951–1952), František Slavík (1952–1956), Ing. Josef Koutník (1956–1957), Prof. Ing. Emil Petýrek, CSc. (1957–1970), Ing. Dr. techn. František Špetl, DrSc. (1970–1972), Ing. Gustav Šebor, DrSc. (1972–1987), Ing. Jaroslav Němec, DrSc. (1987–1990), Ing. Viktor Dobal, CSc. (1990–1993), RNDr. Vladimír Rudajev, DrSc. (1993–1998), Doc. Ing. Karel Balík, CSc. (2001–2012), RNDr. Josef Stemberk, CSc. (2012–2022), RNDr. Filip Hartvich, Ph.D. (od 2022) 

## Oddělení ústavu – vědecké zaměření výzkumných týmů
- Oddělení aplikované mechaniky hornin se zabývá výzkumem hornin a jejich krátkodobých i dlouhodobých změn. Provádí monitorování a analýzu skalních masivů v závislosti na horninovém složení, srážkách a teplotě. Laboratoř mechaniky hornin umožňuje zjišťovat a ověřovat fyzikální a mechanické vlastnosti hornin.
- Oddělení geochemie studuje složení a vlastností hornin metodami povrchové chemie, geochemie a petrologie. Zkoumá minerální složení, procesy vzniku organické hmoty v horninách a jejich biologické zdroje. Věnuje se problematice vázání oxidu uhličitého a metanu v přírodních a umělých materiálech a vyvíjí nové materiály jako adsorbenty pro oxid uhelnatý.
- Oddělení inženýrské geologie se zabývá analýzou příčin, sledováním a vyhodnocováním nebezpečných geodynamických procesů. Výzkum je orientován do dvou základních směrů: na svahové procesy a skalní řícení. Zbývá se také vývojem monitorovacích metod a přístrojů pro sledování svahových a tektonických procesů.[3]
- Oddělení kompozitních a uhlíkových materiálů se zaměřuje na studium a aplikace moderních vláknových, nanočásticových a hybridních kompozitních materiálů. Výzkum se zaměřuje na dva hlavní směry – užití kompozitních materiálů v medicíně a na technické, tepelně odolné kompozity.
- Oddělení neotektoniky a termochronologie studuje tektonické zlomy a pohyby, které na nich probíhají. Užívá metody tektonické geomorfologie, strukturní geologie a geofyziky. Výstupy výzkumu jsou důležité pro pochopení i předvídání přírodních rizik. Hlavním cílem je identifikace zlomů pomocí geofyzikálních metod a analýza zemětřesných událostí prostřednictvím paleoseismologického výzkumu v Česku i v seismicky aktivnějších oblastech Asie a Ameriky.
- Oddělení seismotektoniky se zabývá studiem zemětřesení spojených s tektonickými pohyby v zemské kůře a studiem seismických jevů způsobených lidskou činností – těžbou nerostných surovin, budováním přehrad nebo získáváním geotermální energie. Oddělení provádí výpočty seismického ohrožení území České republiky, zejména lokalit jaderných elektráren a úložišť radioaktivního odpadu.
- Oddělení struktury a vlastností materiálů se zabývá vztahy mezi strukturou a vlastnostmi anorganických a organických materiálů, jejich přípravou a procesy zpracování s využitím experimentálního a matematického modelování. Jedná se o vitrifikační procesy, tavicí procesy skel, užití aluminosilikátových pojiv a vázání anorganických odpadů v geopolymerních látkách. Rovněž se zabývá technologiemi přeměny organických odpadů na dále využitelné produkty.[4]

Ústav struktury a mechaniky hornin Akademie věd České republiky jako celek:
- provozuje specializované laboratoře a výzkumná centra: Centrum excelence pro výzkum rizik ze sesuvů, Centrum texturní analýzy, Laboratoř anorganických materiálů, Laboratoř sorpční a porozimetrické analýzy, Laboratoř termochronologie, Laboratoř mechaniky skalních hornin;[5]
- provozuje monitorovací sítě geodynamických procesů se zaměřením na jevy jako jsou zemětřesení, sesuvy a jiné svahové pohyby v zájmu účinné prevence a ochraně před těmito nebezpečnými přírodními jevy;[6]
- spolupracuje se zahraničními a českými institucemi – vědeckými výzkumnými ústavy, vysokými školami, národními parky a rezervacemi i průmyslovými podniky.[7]

## Archív fotografií Quido Záruby
Profesor Quido Záruba (1899–1993), jeden ze zakladatelů české inženýrské geologie, je autorem množství fotografií, diapozitivů a negativů, které se nacházejí v archivu oddělení inženýrské geologie ÚSMH. Snímky zachycují nebezpečné geologické procesy – různé typy svahových deformací (sesuvy, skalní řícení, přívalové proudy) a nestabilitu břehů nádrží nebo staveb. Sbírka zahrnuje období od dvacátých let 20. století až po současnost.